# Little Lottery (rivière)

La rivière Little Lottery  (en anglais : Little Lottery River) est un cours d’eau du nord-est de l’Île du Nord de la Nouvelle-Zélande.

## Géographie
Elle s’écoule vers le sud-ouest à travers la chaîne d’ ‘Amuri Range’, se déversant dans la rivière Lottery, pour faire partie du système de  fleuve Waiau.